# Seconda presidenza di Donald Trump
La seconda presidenza di Donald Trump è iniziata a mezzogiorno del 20 gennaio 2025, quando, subito dopo il suo giuramento officiato dal presidente della Corte Suprema John G. Roberts, è diventato il 47º Presidente degli Stati Uniti d'America, succedendo a Joe Biden.
Trump, 45º Presidente degli Stati Uniti dal 2017 al 2021 per il Partito Repubblicano, ha prevalso alle elezioni presidenziali del 2024 sulla candidata del Partito Democratico Kamala Harris. J. D. Vance, già senatore per lo stato dell'Ohio, lo stesso giorno ha assunto la carica di Vicepresidente degli Stati Uniti d'America.
Entrato formalmente in carica, è diventato il secondo presidente nella storia degli Stati Uniti a ricoprire due mandati non consecutivi dopo Grover Cleveland nel 1893. Trump è la persona più anziana a diventare presidente, avendo 78 anni e 7 mesi al momento del suo insediamento, superando il primato di Biden, insediatosi come presidente il 20 gennaio 2021, a 78 anni e 2 mesi.

## Antefatti e insediamento

### Elezioni presidenziali del 5 novembre 2024
Nel 2020 a novembre, al seguito della sconfitta elettorale nelle elezioni presidenziali, Trump ha considerato di ricandidarsi alla presidenza, alla fine nel novembre 2022 ha confermato le indiscrezioni della sua ricandidatura a Presidente degli Stati Uniti. Dopo aver ottenuto la riconferma a candidato in pectore del Partito Repubblicano con la maggioranza dei delegati il 15 luglio annuncia come suo candidato a Vicepresidente il senatore dell'Ohio J. D. Vance.
Al termine di una intensa campagna elettorale che lo ha visto coinvolto in un attentato alla sua vita, Donald Trump ha vinto le elezioni presidenziali del 5 novembre 2024.

### Transizione presidenziale

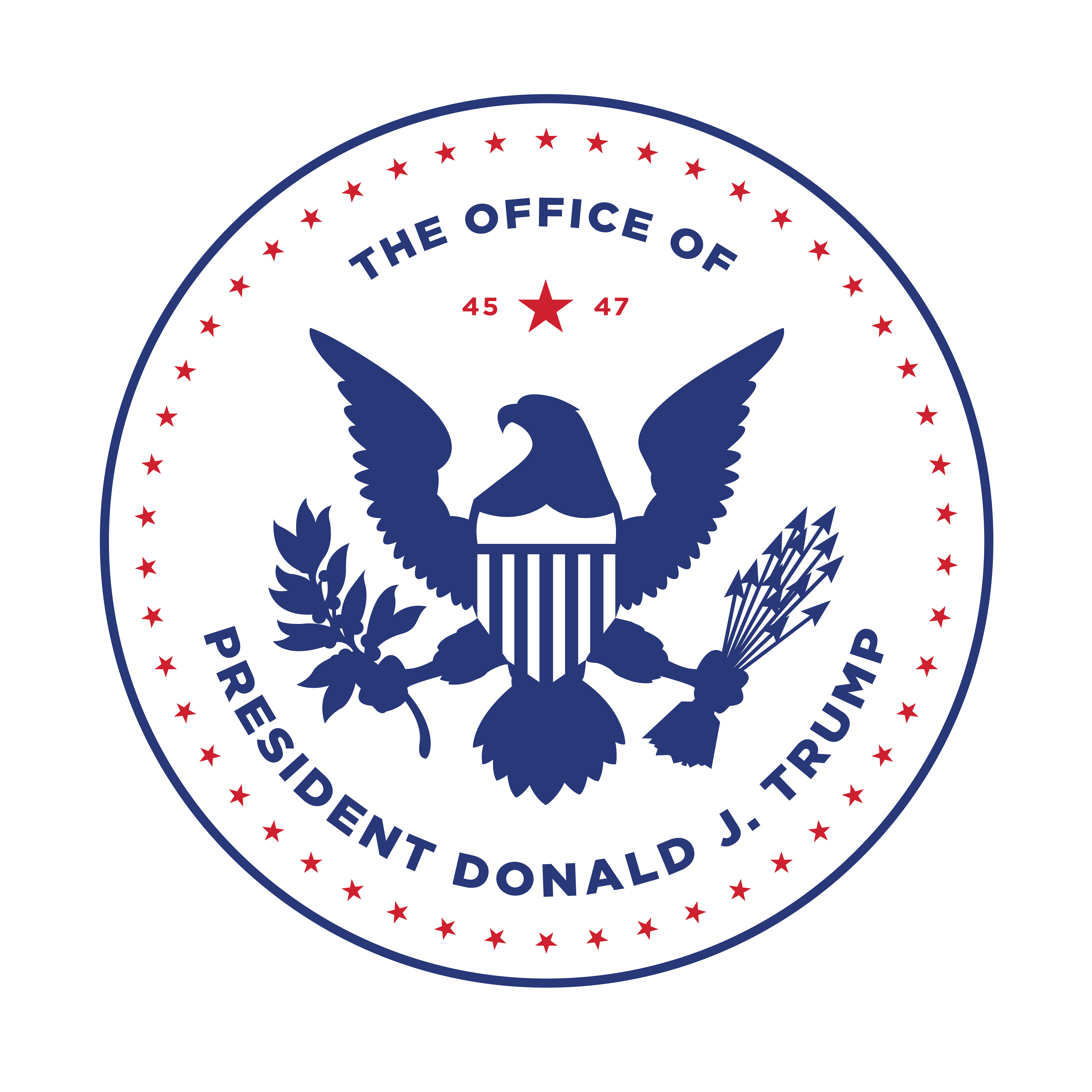
Emblema del presidente eletto Donald Trump

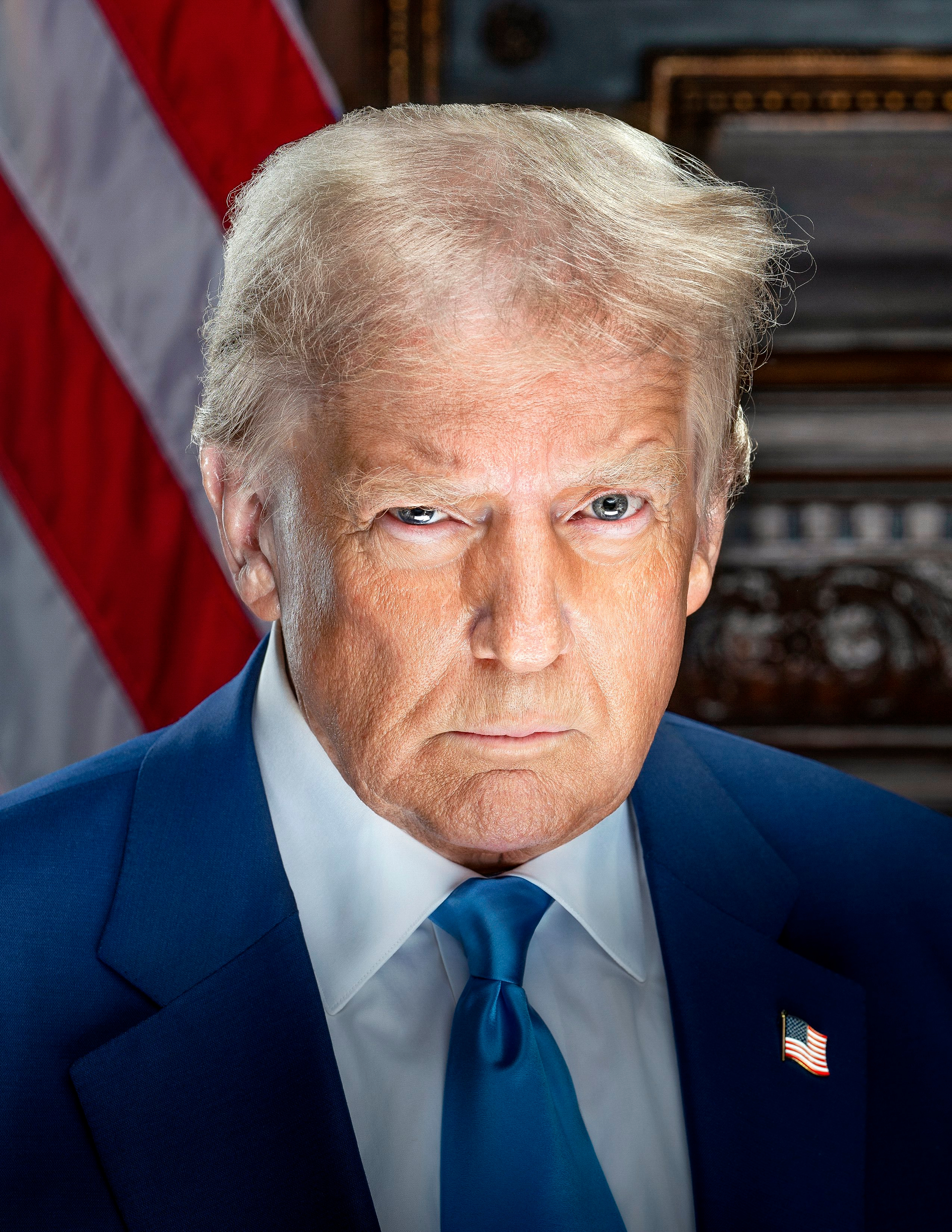
Ritratto inaugurale del Presidente, annunciato il 15 gennaio 2025, poi sostituito.

Rispetto alla sua prima transizione del 2016 questa venne pianificata e organizzata principalmente dai suoi famigliari e amici tra cui gli ex democratici Tulsi Gabbard e Robert F. Kennedy Jr. e nominò come co-presidenti di transizione il CEO della Cantor Fitzgerald Howard Lutnick e Linda McMahon ex amministratrice delegata della World Wrestling Federation e ex direttrice dell'Agenzia per le piccole imprese durante la prima presidenza di Trump.
A ottobre, il New York Times ha rivelato in un articolo che Trump ha rifiutato di firmare accordi standard su etica e divulgazione per iniziare gli aspetti chiave del processo di transizione. A novembre, Politico ha descritto il rifiuto di Trump di accettare l'assistenza federale alla transizione come una potenziale preoccupazione per la sicurezza nazionale e ritenuta "senza precedenti nel moderno sistema presidenziale". Ha sottolineato che il rifiuto ha liberato il team di transizione di Trump dal dover rispettare un tetto di 5.000 dollari sulle donazioni e dall'obbligo di rivelare i nomi dei donatori.
Il 13 novembre Joe Biden invita Trump alla Casa Bianca per dei saluti formali e assicurare che la transizione avverrà in maniera rapida e fluida, nonostante Melania non si fosse presentata all'invito di accompagnare il marito la first lady Jill Biden ha consegnato una lettera per esprimere le sue congratulazioni alla moglie.
Il 22 dicembre 2024 venne riportato dal Financial Times che il team di transizione avrebbe intenzione di annunciare il ritiro dall'Organizzazione mondiale della sanità (OMS) il giorno dell'insediamento di Trump il 20 gennaio 2025 per consentire un'uscita ancora più rapida, rispetto al tentativo tardivo nella prima presidenza in cui non venne attuato. Il team ha raccomandato di fermare le politiche di incentivi alle auto elettriche e di ripristinare i blocchi per i componenti delle batterie e materiali provenienti dalla Cina. All'8 gennaio 2025 è stato confermato dalla portavoce del Pentagono Sue Gough che il Dipartimento della Difesa e il team hanno effettuato più di cento incontri iniziati il 16 dicembre 2024 firmando accordi di non divulgazione e procedendo alla transizione.

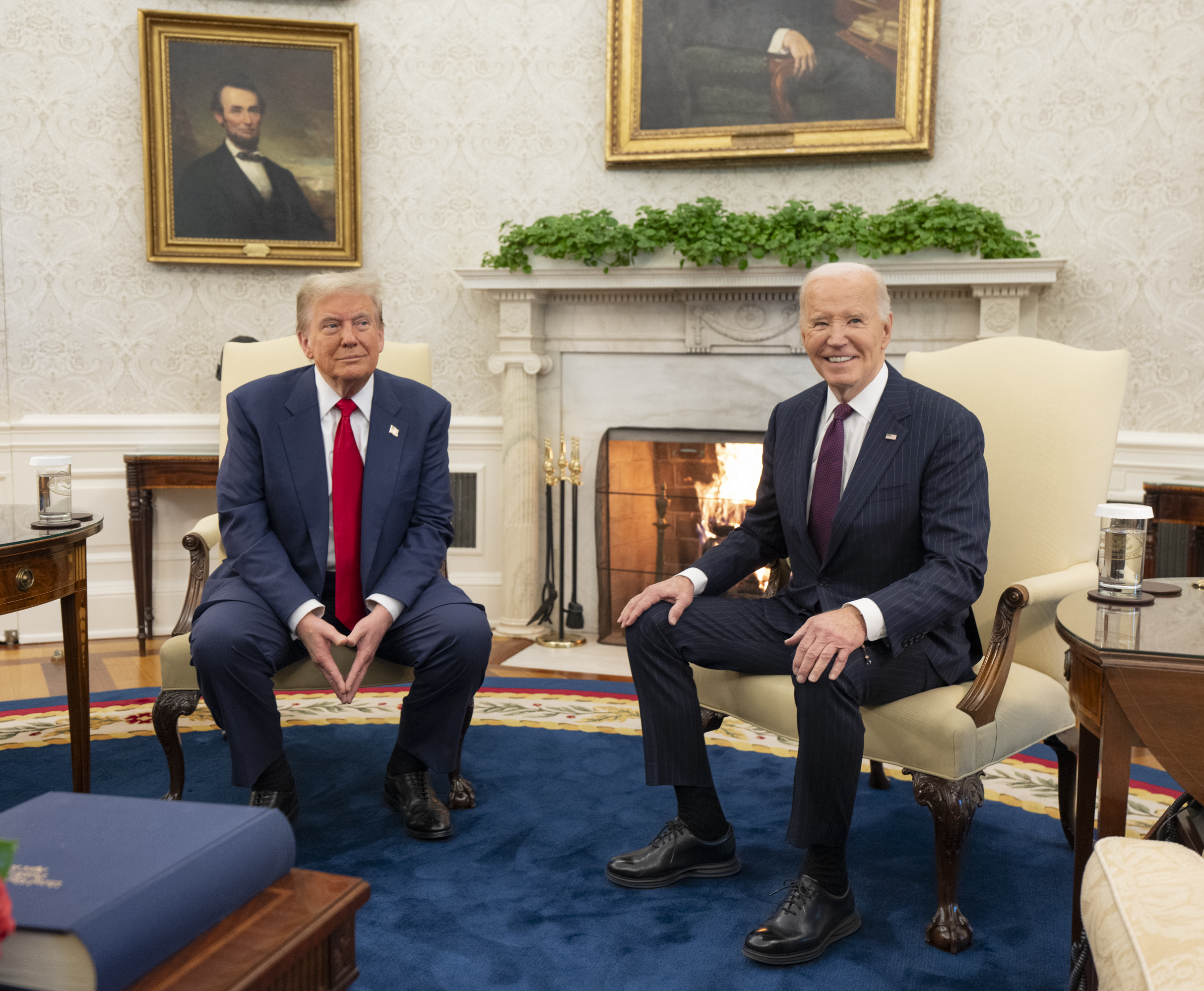
Il presidente Joe Biden incontra il presidente eletto Donald Trump, mercoledì 13 novembre 2024, nello Studio Ovale.

Un giorno prima della sua inaugurazione come 47º presidente l'app TikTok ha subito un blocco negli Stati Uniti di circa dodici ore a causa di una legge federale emanata per vietarne l'utilizzo, Trump ha dichiarato che intende emettere un ordine esecutivo per ritardare la chiusura dell'app approvando un'estensione di tempo prima che rientri in vigore il divieto, con ciò ha fatto ritornare di nuovo disponibile Tiktok nel paese, la piattaforma ha pubblicato all'interno dell'app un avviso pop-up che avvisava tutti gli utenti americani che "Siamo fortunati che il presidente Trump abbia indicato che lavorerà con noi per trovare una soluzione per ripristinare TikTok una volta entrato in carica"(...)"Restate sintonizzati!".
Donald Trump intende firmare all'incirca 200 ordini esecutivi già dal primo giorno su svariati temi dall'immigrazione al lavoro, dalle politiche energetiche alle politiche sanitarie e di genere; a causa del numero rilevante questo viene considerato un colpo di forza del potere esecutivo in mano al presidente mai visto prima.

### Cerimonia d'insediamento e d'inaugurazione presidenziale
La cerimonia d'insediamento, al contrario della precedente, non si è svolta all'esterno sulla scalinata ovest del Campidoglio a causa delle gelide temperature previste ed è stata spostata all'interno nella Rotonda del Campidoglio; era dall'insediamento di Ronald Reagan nel 1985 che non si teneva la cerimonia al suo interno. Inoltre è stata la prima nella storia in cui sono stati invitati a partecipare capi di stato e di governo esteri, ed è stata finanziata pubblicamente da Spotify, l'azienda svedese che gestisce il principale servizio di streaming musicale mondialmente.
Le celebrazioni dell'insediamento iniziarono il 19 gennaio quando Trump e Vance omaggiarono i militari caduti al cimitero nazionale di Arlington in Virginia, in cui li accompagnarono anche alcuni familiari dei defunti dell'attacco all'aeroporto di Kabul del 2021. La sera stessa ci fu un raduno per i sostenitori alla Capital One Arena di Washington in cui si esibirono i cantanti Kid Rock, Lee Greenwood e i Village People che si unirono al presidente sul palco.
La cerimonia vera e propria iniziò alle 11:30 a.m del 20 gennaio; con dei canti musicali dei cori della University of Nebraska-Lincoln assieme alla banda degli United States Marine. Prima del giuramento del Vicepresidente J. D. Vance, che si è svolto alle 12:00 presieduto dal giudice Brett Kavanaugh, il cantante lirico Christopher Macchio ha eseguito "Oh, America!". Poi, la cantante country Carrie Underwood ha cantato l'inno patriottico "America The Beautiful" e subito dopo alle 12:02 il Presidente della Corte Suprema John G. Roberts ha amministrato il giuramento formale di Donald Trump.
Dopo il tradizionale discorso d'insediamento, durato all'incirca 30 minuti, il Presidente e il Vicepresidente si sono recati accompagnati al seguito della parata ufficiale alla Casa Bianca e si sono ufficialmente insediati.
Furono presenti, oltre al Presidente uscente, anche gli ex presidenti Barack Obama, George W. Bush e Bill Clinton tutti con le loro consorti tranne Michelle Obama. Anche l'ex vicepresidente di Trump Mike Pence durante la sua prima amministrazione fu presente. Tra i capi di stato e di governo delle altre nazioni che ufficiarono ci furono Giorgia Meloni dall'Italia, Javier Milei dall'Argentina, Nayib Bukele da El Salvador, il vicepresidente cinese Han Zheng in rappresentanza di Xi Jinping e Daniel Noboa dall'Ecuador.

#### Discorso inaugurale
Il discorso inaugurale di Trump è iniziato con la dichiarazione secondo cui sarebbe iniziata un'«età dell'oro». Nel corso del discorso ha attaccato la presidenza Biden sugli incendi di Los Angeles, l'immigrazione dal Messico, l'inflazione, il blocco del Green New Deal, le tariffe, l'asserita "protezione totale della libertà di parola", l'affermazione e il riconoscimento da parte dello Stato di soli due sessi maschio e femmina, lo stop alle politiche di genere. Ha espresso la volontà di essere ricordato come un presidente "pacificatore" impegnandosi a terminare la guerra nella striscia di Gaza e la guerra in Ucraina. Citando il suo tentativo di assassinio, Trump ha dichiarato di «essere stato salvato da Dio per rendere di nuovo l'America grande». Ha affermato di voler riprendere il controllo del canale di Panama accusando il fatto che Panama avrebbe infranto gli accordi e soprattutto che il canale è sotto la sfera d'influenza della Cina, di cambiare il nome del Golfo del Messico in Golfo d'America e infine ha affermato di voler continuare il destino manifesto degli Stati Uniti con l'obiettivo di raggiungere e atterrare su Marte con astronauti americani.
Il discorso inaugurale di Trump è stato descritto come populista e anti-establishment ricalcando i temi della sua campagna elettorale.

#### Balli inaugurali

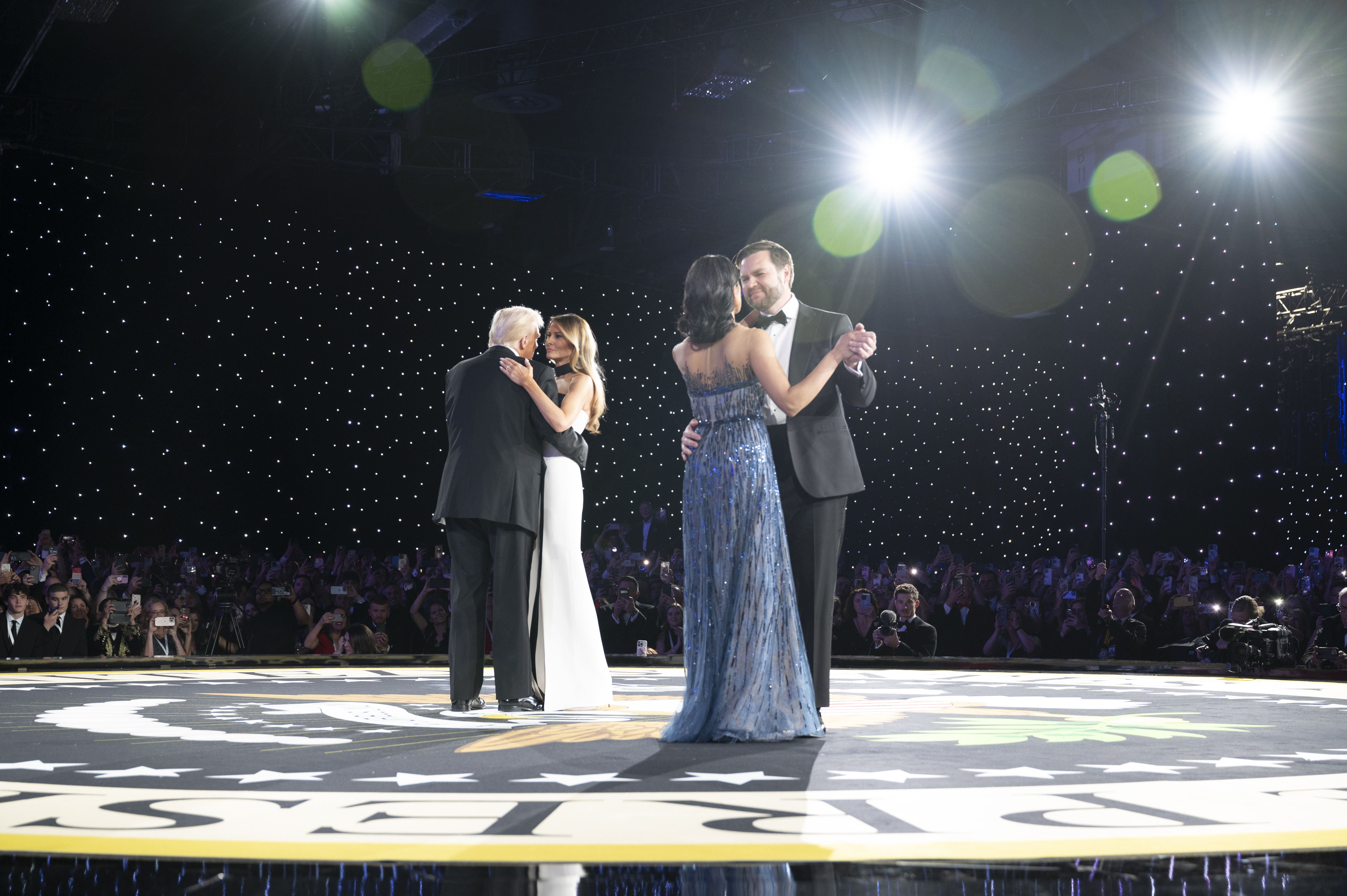
I Trump (sinistra) e i Vance (destra) ballano durante il Liberty Ball al Washington Convention Center

Al termine della giornata del giuramento, il Presidente e il Vicepresidente assieme alla First e Second Lady hanno celebrato alla sera con i tradizionali balli ufficiali i quali per l'occasione ne sono stati organizzati tre: il Commander-in-Chief Ball, il Liberty Ball e lo Starlight Ball.
Il primo ballo si è tenuto al Washington Convention Center ed è stato in presenza degli organi militari dell'esercito, in cui gli ospiti illustri hanno ballato sulle note della canzone "An American Trilogy" di Elvis Presley, successivamente Trump ha tenuto un discorso di elogio allo United States Space Force. Il secondo ballo era in presenza dei sostenitori ed è stato intrattenuto dal cantante Jason Aldean e dai Village People; il terzo e ultimo ballo si è svolto assieme ai finanziatori e donatori della campagna elettorale di Trump dove si è esibito il cantante country Gavin DeGraw.

## Principali atti presidenziali e politiche

### I primi giorni della seconda presidenza
Il 20 gennaio 2025, poche ore dopo aver assunto l'incarico, Trump ha firmato una serie di ordini esecutivi che hanno ritirato gli Stati Uniti dall'Organizzazione mondiale della sanità (OMS) e dall'accordo di Parigi, ha congelato le assunzioni per i dipendenti federali, fondato il Dipartimento per l'efficienza del governo (un'organizzazione guidata da Elon Musk, formalmente separata dal governo federale), annullato il ritiro di Cuba nella lista come stato sponsor del terrorismo e annullato le sanzioni sui coloni israeliani. Ha inoltre emesso la grazia per circa 1.500 rivoltosi dell'assalto al Campidoglio del 6 gennaio 2021.

### Economia

#### Dazi

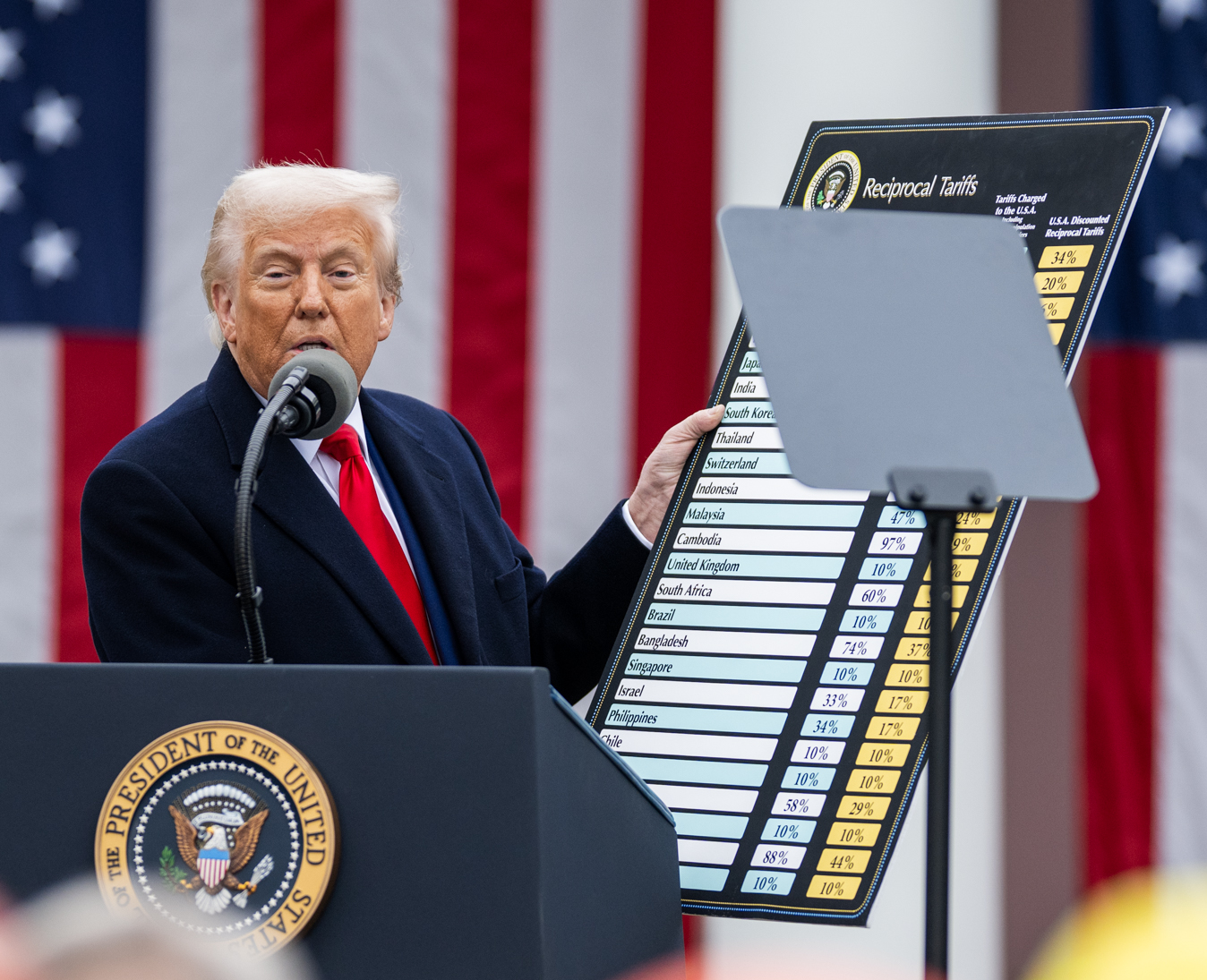
Donald Trump mentre illustra con un cartellone i dazi reciproci ai paesi del mondo il 2 aprile 2025, giorno ribattezzato dal presidente come "Liberation Day"

Il 1º febbraio 2025 dopo essere entrato in carica il mese precedente, Trump ha dato seguito alle sue intenzioni espresse in campagna elettorale e ha firmato tre ordini esecutivi che imponevano dazi del 25% su tutti i beni provenienti dal Messico e dal Canada e del 10% sulla Cina, originariamente destinate a entrare in vigore il 4 febbraio. È stato annunciato un dazio inferiore del 10% per tutte le esportazioni di energia dal Canada, tra cui l'elettrico, gas naturale e petrolio. In risposta, il Messico e il Canada hanno annunciato l'intenzione di imporre dazi di ritorsione agli Stati Uniti, che se implementate potrebbero portare a un aumento delle aliquote dei dazi in conformità con una clausola presumibilmente inclusa negli ordini firmati da Trump successivamente il 3 febbraio, dopo alcune telefonate tra i capi di governo, in cui i due paesi interessati hanno promesso di impegnarsi ad aumentare gli sforzi per prevenire il traffico di droga negli Stati Uniti e bloccare i migranti illegali, Trump ha annunciato di sospendere per un mese i dazi. Conseguentemente, dopo un mese, i dazi sono tornati in vigore per tutti e tre i paesi con un aumento di dazi dal 10% al 20% per la Cina la quale ha reagito a sua volta imponendo dazi del 15% sulle importazioni di pollo, grano, mais e cotone. Il 4 marzo ha di nuovo sospeso i dazi canadesi e messicani, nel frattempo tornati in vigore, per un altro mese ma ha mantenuto attivi quelli cinesi.
Il 2 aprile Donald Trump in un discorso all'esterno della Casa Bianca annuncia l'imposizione di dazi (con un minimo del 10% e un massimo del 50%) contro vari paesi in tutti i continenti, per un totale di 180 stati del mondo tra cui anche territori disabitati, applicando una peculiare formula di calcolo, non condivisa da molti economisti perché ritenuta parziale o controversa. Tra le grandi potenze sono state applicate tariffe di diversa entità:
- l'Italia, la Francia e la Germania assieme all'Unione europea sono state colpite con il 20% di dazi applicati a tutte le nazioni interne,
- il Regno Unito ed altri paesi hanno ricevuto il dazio minimo del 10%,
- la Cina a cui è stato applicato il 34% di dazi in aggiunta ai precedenti del mese scorso,
- il Giappone ha subito un 24% di dazi,
- la Russia invece non ha subito alcun dazio.[44]

In media i dazi imposti dagli Stati Uniti sono così arrivati ai livelli più alti dalla fine della Seconda guerra mondiale.
Dopo aver ripetutamente smentito la notizia di una possibile sospensione dei dazi nei giorni precedenti, il 9 aprile, dopo che i mercati azionari del mondo hanno registrano perdite ingenti delle azioni dei titoli borsistici, Trump ha annunciato una pausa di tre mesi dei dazi, tenendo di default un minimo del 10%, per permettere ai paesi disposti di negoziare ad eccezione della Cina la quale ha subito un innalzamento dei dazi al 104% per aver rifiutato l'avvertimento del presidente di non attuare ritorsioni contro gli Stati Uniti. Subito dopo l'annuncio la borsa di New York ha registrato un'impennata dei titoli azionari. L'annuncio era stato a sua volta preceduto da un invito, fatto via social network, a comprare azioni. Prima dell'annuncio ci sono stati inoltre volumi anomali in acquisto nonostante l'incertezza del momento. Per tale motivo il presidente Trump e altri politici repubblicani sono stati accusati di inside trading e aggiotaggio.
L'8 maggio Trump comunica l'accordo raggiunto con il Regno Unito per ridurre i dazi su determinati beni tra cui le auto, acciaio e alluminio.
Il 12 maggio Trump annuncia di aver trovato un accordo con la Cina con lo scopo di ridurre i dazi imposti da entrambi i paesi, gli Stati Uniti ridurranno i dazi dal 145% al 30% mentre la Cina li abbasserà dal 125% al 10%, per un periodo di 90 giorni per consentire accordi futuri.
Il 23 luglio gli USA e l'UE raggiungo e siglano un accordo commerciale che imposta i dazi al 15% mentre il 31 agosto rialza alcuni dazi al 35% per il Canada, il 41% per la Siria e il 39% per la Svizzera.

### Diritti civili
Il giorno successivo all'entrata in carica Trump ha emesso una serie di ordini esecutivi contro la cosiddetta ideologia di genere, in particolare vietando qualsiasi riconoscimento federale dell'esistenza delle persone transessuali e transgender. Sono inoltre stati aboliti tutti i programmi di DEI (diversità, equità e inclusione), creati nei decenni precedenti per favorire le fasce demografiche di popolazione storicamente più svantaggiate. Ha annullato l'ordine esecutivo 11246 firmato dall'ex presidente Lyndon B. Johnson che proibiva la discriminazione sul posto di lavoro in base alla razza, religione e nazionalità stabilendo un'azione positiva.
Il 19 febbraio 2025, ha firmato un ordine esecutivo per ampliare l'accesso e ridurre i costi della fecondazione in vitro, evidenziandone l'importanza per le famiglie che affrontano sfide legate alla fertilità.
Il 2 marzo ha firmato un ordine esecutivo che ha reso l'inglese lingua ufficiale della nazione.
L'11 maggio Trump firma un ordine esecutivo con lo scopo di far abbassare i prezzi dei farmaci tra il 30% e l'80% in meno.

### Immigrazione
Poco dopo essere entrata in carica l'amministrazione Trump ha interrotto i servizi per l'app CBP One (un'app che consentiva ai migranti senza documenti di prendere appuntamento con i funzionari statali e iniziare il percorso di richiesta di asilo) e ha ripristinato l'emergenza nazionale al confine meridionale ordinando alle forze armate di redigere dei piani di dispiegamento nominando Tom Homan come "Border Czar". Trump ha aumentato l'autorità di deportazione delle agenzie come la Drug Enforcement Administration, il Bureau of Alcohol, Tobacco, Firearms and Explosives e dello United States Marshals Service. Ha dato all'ICE il potere di deportare gli immigrati che arrivavano negli Stati Uniti legalmente nell'ambito dei programmi dell'amministrazione Biden e ha stabilito quote di deportazione giornaliere.
A febbraio Trump ha annunciato che gli Stati Uniti dalla fine di marzo avrebbero rilasciato delle carte di qualità oro che funzioneranno come permessi di soggiorno per gli immigrati facoltosi che volessero ottenere la residenza americana, investendo però 5 milioni di dollari nelle aziende americane.

### Media
Il giorno successivo all'entrata in carica Trump ha ordinato indagini sulle misure introdotte dall'amministrazione Biden per contrastare la diffusione di notizie false e discorsi d'incitamento all'odio sui social network (che secondo Trump costituirebbero una "censura").

### Politica estera

Il territorio degli Stati Uniti, compresi il Canada, la Groenlandia e la zona del canale di Panama secondo i progetti espansionistici proposti da Donald Trump

#### Canada
Trump ha suggerito che il Canada diventi il 51º stato degli Stati Uniti, il primo ministro canadese Justin Trudeau ha rifiutato l'idea. Un sondaggio ha rivelato che il 10% dei canadesi sarebbe interessato a diventare parte degli Stati Uniti.

#### Groenlandia
Nel dicembre 2024, Trump ha dichiarato di avere una proposta per acquistare la Groenlandia dalla Danimarca e inglobarla nel territorio statunitense, descrivendo la proprietà e il controllo dell'isola come "una necessità assoluta" per scopi di sicurezza nazionale. In una conferenza stampa Trump ha rifiutato di escludere la forza militare o economica per impossessarsi della Groenlandia.
Il 13 gennaio 2025, il deputato Andy Ogles ha presentato alla Camera dei rappresentanti degli Stati Uniti una proposta di legge per autorizzare il governo ad acquisire la Groenlandia per conto degli Stati Uniti, concedendo al Congresso un periodo di revisione di 60 giorni prima dell'integrazione del territorio groenlandese. Il 26 gennaio 2025, l’ex Primo ministro della Groenlandia Tom Høyem ha dichiarato che l’accordo del 1917 con il Regno Unito era ancora valido, conferendo loro il diritto di prelazione in caso di vendita delle isole.

#### Canale di Panama
Nel dicembre 2024 Trump ha chiesto che Panama restituisse il controllo del canale agli Stati Uniti a causa delle "tariffe eccessive" applicate per il passaggio dei commerci americani. Successivamente il 3 febbraio 2025 ha affermato che a causa dell'influenza cinese nel canale ha intenzione di riprenderselo «o qualcosa di molto potente accadrà».

#### Striscia di Gaza
All'inizio del febbraio 2025 in merito al territorio in cui si combatte la guerra tra Israele e Hamas Trump ha affermato che per ricostruire la zona di Gaza, la quale è stata rasa al suolo e i suoi edifici completamente distrutti, gli Stati Uniti dovrebbero prenderne il possesso e il controllo per un piano di riqualificazione e trasformarla nella "Riviera del Medio Oriente", e di reinsediare la popolazione palestinese negli stati limitrofi ovvero in Egitto e Giordania. La proposta ha avuto l'approvazione di Israele mentre gli Stati arabi l'hanno rigettata completamente e hanno proposto un piano postbellico alternativo il 4 marzo in cui i palestinesi verrebbero trasferiti in aree sicure all'interno di Gaza nel frattempo che le città vengano ricostruite; i costi per la ricostruzione si stimano in 53 miliardi di dollari.

#### Iran
Trump ha ripristinato la sua campagna di "massima pressione" (sanzioni intensificate contro l'Iran da parte della Prima presidenza di Donald Trump dopo che gli Stati Uniti sono usciti dal Piano d'azione congiunto globale nel 2018) contro l'Iran e ha cercato una nuova serie di negoziati per limitare il programma nucleare iraniano. Nel marzo 2025, Trump ha inviato una lettera al leader supremo iraniano Ali Khamenei sollecitando nuovi negoziati e avvertendo di un'azione militare se i colloqui fallissero.
Il 13 giugno 2025, nel quadro della Guerra Iran-Israele, aerei israeliani hanno bombardato siti in Iran associati al programma nucleare iraniano. Il presidente Trump ha dichiarato di non essere coinvolto, sebbene i leader iraniani abbiano affermato di non crederci. Ci sono state dichiarazioni secondo cui Trump avrebbe posto il veto a un piano per uccidere l'ayatollah iraniano Khamenei. Per rappresaglia, l'Iran ha lanciato missili e droni contro Israele, la maggior parte dei quali sono stati abbattuti dal sistema di difesa aerea israeliano Iron Dome.
Il 18 giugno, Trump ha dichiarato di non aver ancora deciso se unirsi ai bombardamenti israeliani sui siti del programma nucleare in Iran affermando che: «Sulla base del fatto che c’è una possibilità sostanziale che i negoziati possano o meno aver luogo con l’Iran nel prossimo futuro, prenderò la mia decisione entro le prossime due settimane».
Il 21 giugno 2025 gli Stati Uniti attaccarono tre siti nucleari con i bombardieri B-2 Spirit gli impianti di arricchimento dell'uranio di Fordow, di Natanz e il centro di tecnologia nucleare di Esfahan, lanciando 24 missili Tomahawk e altri 14 missili MOP sui siti bersaglio. Trump ha definito l'attacco "un grande successo" e li ha ulteriormente definiti uno "spettacolare successo militare", avvertendo inoltre di ulteriori attacchi se l'Iran non avesse cercato la pace.
Il 23 giugno l'Iran ha risposto ai raid americani lanciando missili e droni contro le basi di Washington in Qatar poi, Trump ha annunciato che tanto Teheran quanto Tel Aviv avevano accettato un cessate il fuoco proposto dagli Usa per porre fine a quella che ha definito "guerra dei dodici giorni".

#### Ucraina

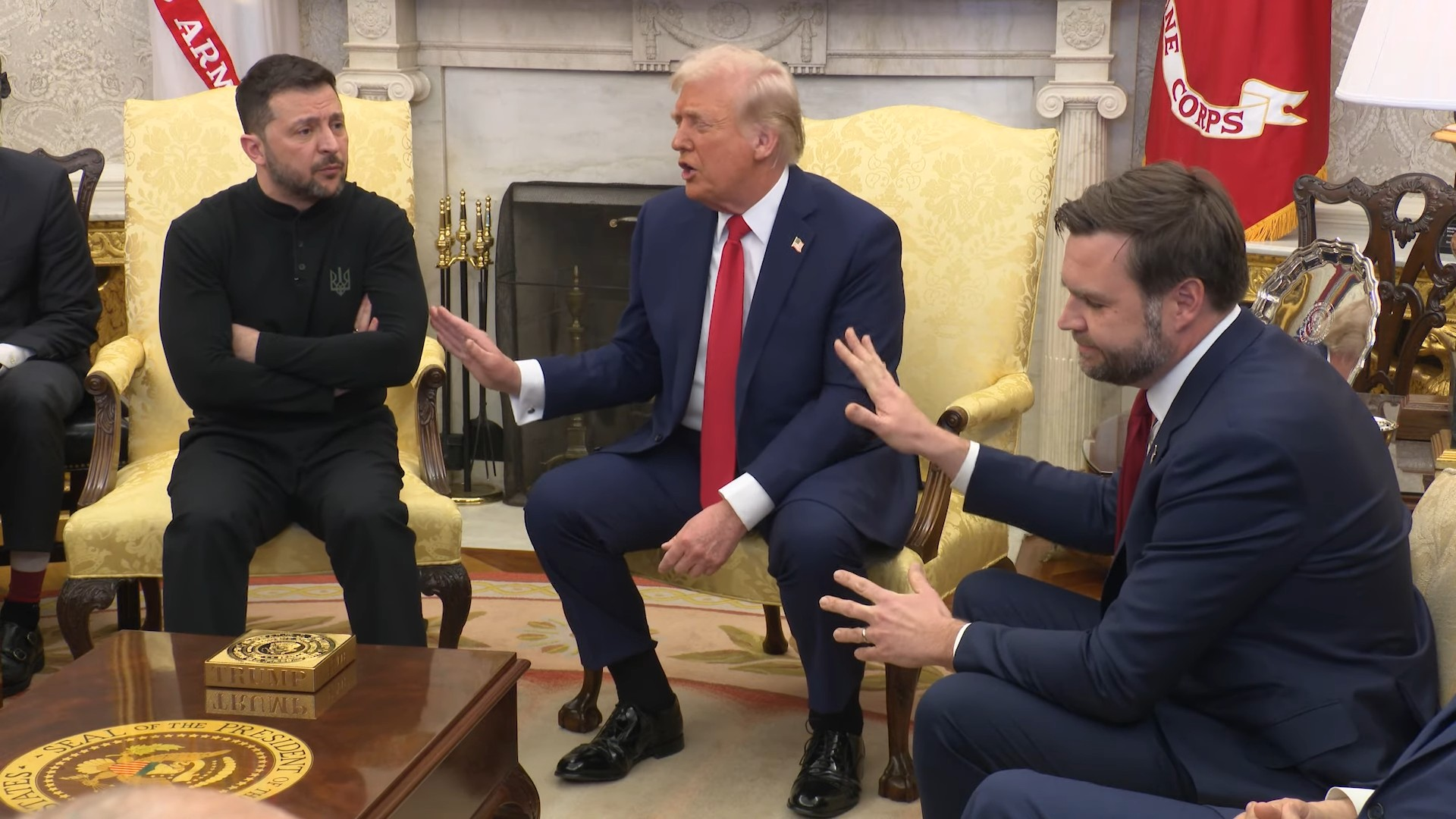
Incontro ufficiale nello Studio Ovale tra Trump, Zelens'kyj e Vance

La presidenza di Trump ha segnato una netta inversione di tendenza della politica di Biden nei confronti dell'Ucraina e dell'invasione russa dell'Ucraina. Il 12 febbraio 2025, nel primo incontro dopo l'insediamento di Trump alla riunione del Gruppo di contatto per la difesa dell'Ucraina il segretario della Difesa Pete Hegseth ha affermato che il presidente Trump non sostiene l'adesione dell'Ucraina alla NATO e si aspetta che l'Europa fornisca maggiore assistenza finanziaria e militare all'Ucraina e che i soldati statunitensi non saranno schierati per un'operazione di peacekeeping. Lo stesso giorno Trump ha contattato Vladimir Putin auspicando l'apertura di negoziati di pace. Il 18 febbraio sono stati avviati a Riad colloqui diretti russo-americani, con due delegazioni guidate dai due ministri degli esteri Lavrov e Rubio.
Al riavvicinamento con la Russia si è accompagnato un allontanamento dall'Ucraina. Il 17 febbraio Trump ha proposto un accordo all'Ucraina, che avrebbe dato agli Stati Uniti la metà delle sue risorse minerarie come compensazione per gli aiuti finanziari americani dati all'Ucraina ma Zelens'kyj ha affermato che non lo avrebbe firmato perché non offriva garanzie di sicurezza per il suo paese. Trump in risposta lo ha definito un "dittatore". Il 28 febbraio in un successivo incontro ufficiale nello Studio Ovale, J. D. Vance e Donald Trump si sono scontrati pubblicamente col presidente ucraino Volodymyr Zelens'kyj, dicendogli che non aveva «carte» e accusandolo di stare «giocando con la terza guerra mondiale». I principali leader europei hanno espresso solidarietà a Zelens'kyj.

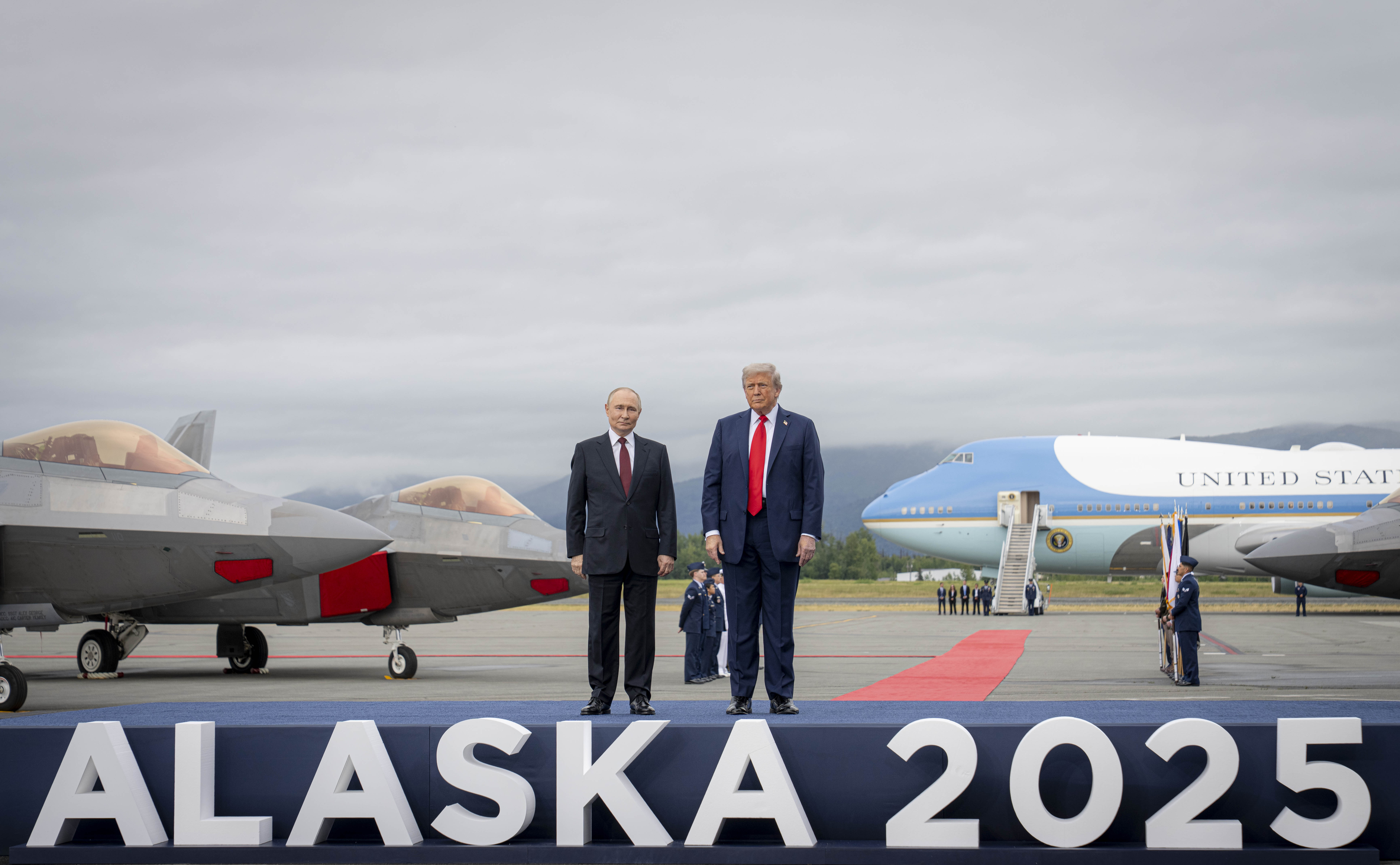
Incontro ufficiale tra Trump e Putin ad Anchorage

Dal 4 all'11 marzo Trump ha sospeso tutti gli aiuti militari all'Ucraina, con l'intento dichiarato di fare pressione sull'Ucraina perché aderisse alle trattative di pace.
Il 1° maggio viene concluso e firmato l'accordo sulle terre rare voluto dagli Stati Uniti, nel quale viene creato un fondo d'investimento per la ricostruzione con una partecipazione del 50% da parte ucraina tramite i profitti dell'estrazione delle risorse naturali mentre gli americani contribuiranno al fondo con investimenti diretti e aiuti militari.
Il 15 agosto, alla Joint Base Elmendorf-Richardson di Anchorage (Alaska), si tiene un vertice tra Stati Uniti e Russia con la presenza del Presidente Putin. Si è trattato del primo incontro tra Putin ed un capo di Stato occidentale sin dallo scoppio della guerra, nonché del suo primo incontro con Trump dal 2019. Al termine del vertice si tiene una conferenza stampa congiunta in cui si annuncia di aver trovato dei punti d'incontro su alcune questioni, ma di essere ancora lontani dalla risoluzione di altre.

## Gabinetto ministeriale
Partiti politici: 

  Repubblicano
  Indipendenti
| Dipartimento | Incarico                                      | Ritratto | Ritratto                                                      | Nome                  | Mandato          | Mandato |
| Dipartimento | Incarico                                      | Ritratto | Ritratto                                                      | Nome                  | Inizio           | Termine |
| ------------ | --------------------------------------------- | -------- | ------------------------------------------------------------- | --------------------- | ---------------- | ------- |
|              | Presidente                                    |          |                                                               | Donald Trump          | 20 gennaio 2025  |         |
|              | Vicepresidente                                |          |                                                               | J. D. Vance           | 20 gennaio 2025  |         |
|              |                                               |          |                                                               |                       |                  |         |
|              | Segretario di Stato                           |          |                                                               | Marco Rubio           | 21 gennaio 2025  |         |
|              | Segretario al Tesoro                          |          | Official portrait of Secretary of the Treasury, Scott Bessent | Scott Bessent         | 28 gennaio 2025  |         |
|              | Segretario della Difesa                       |          |                                                               | Pete Hegseth          | 25 gennaio 2025  |         |
|              | Procuratore Generale                          |          |                                                               | Pam Bondi             | 5 febbraio 2025  |         |
|              | Segretario degli Interni                      |          |                                                               | Doug Burgum           | 1º febbraio 2025 |         |
|              | Segretario dell'Agricoltura                   |          | Second Portrait of Secretary Rollins                          | Brooke Rollins        | 13 febbraio 2025 |         |
|              | Segretario del Commercio                      |          |                                                               | Howard Lutnick        | 21 febbraio 2025 |         |
|              | Segretario del Lavoro                         |          | L-25-03-12-A-SecretaryLoriChavez-DeRemer                      | Lori Chavez-DeRemer   | 11 marzo 2025    |         |
|              | Segretario della Salute e dei Servizi Umani   |          |                                                               | Robert F. Kennedy Jr. | 13 febbraio 2025 |         |
|              | Segretario dell'Istruzione                    |          |                                                               | Linda McMahon         | 3 marzo 2025     |         |
|              | Segretario della Casa e dello Sviluppo Urbano |          | Scott Turner, official portrait (2025)                        | Scott Turner          | 5 febbraio 2025  |         |
|              | Segretario dei Trasporti                      |          | Sec. Sean Duffy                                               | Sean Duffy            | 28 gennaio 2025  |         |
|              | Segretario per l'Energia                      |          |                                                               | Chris Wright          | 4 febbraio 2025  |         |
|              | Segretario degli Affari dei Veterani          |          |                                                               | Doug Collins          | 5 febbraio 2025  |         |
|              | Segretario della Sicurezza Interna            |          |                                                               | Kristi Noem           | 25 gennaio 2025  |         |

### Funzionari con rango di membri di Gabinetto
Il presidente ha la facoltà di decidere quali funzionari sono anche membri del Gabinetto in base alla carica che ricoprono.
Partiti politici: 

  Repubblicano
  Indipendenti
| Dipartimento | Incarico                                                                                                  | Ritratto | Ritratto                                 | Nome                                            | Mandato          | Mandato |
| Dipartimento | Incarico                                                                                                  | Ritratto | Ritratto                                 | Nome                                            | Inizio           | Termine |
| ------------ | --- | -------- | ---------------------------------------- | ----------------------------------------------- | ---------------- | ------- |
|              | Capo di gabinetto della Casa Bianca                                                                       |          |                                          | Susie Wiles                                     | 20 gennaio 2025  |         |
|              | Direttore dell'Ufficio per la gestione e il bilancio                                                      |          |                                          | Russell Vought                                  | 7 febbraio 2025  |         |
|              | Direttore dell'Agenzia per la protezione dell'ambiente                                                    |          |                                          | Lee Zeldin                                      | 29 gennaio 2025  |         |
|              | Rappresentante per il Commercio                                                                           |          |                                          | Jamieson Greer                                  | 27 febbraio 2025 |         |
|              | Rappresentante permanente alle Nazioni Unite                                                              |          |                                          | Michael Waltz Da confermare con voto del Senato |                  |         |
|              | Direttore dell'Agenzia per le piccole imprese                                                             |          |                                          | Kelly Loeffler                                  | 20 febbraio 2025 |         |
|              | Direttore dell'intelligence nazionale                                                                     |          | Director Tulsi Gabbard Official Portrait | Tulsi Gabbard                                   | 12 febbraio 2025 |         |
|              | Presidente del Consiglio dei Consulenti Economici                                                         |          |                                          | Stephen Miran                                   | 13 marzo 2025    |         |
|              | Direttore dell'Ufficio per le politiche scientifiche e tecnologiche Consulente scientifico del Presidente |          |                                          | Michael Kratsios                                | 25 marzo 2025    |         |

### Altri funzionari con ruoli di rilievo
Repubblicano
  Indipendente
| Dipartimento | Incarico                                        | Ritratto | Ritratto                       | Nome             | Mandato          | Mandato        |
| Dipartimento | Incarico                                        | Ritratto | Ritratto                       | Nome             | Inizio           | Termine        |
| ------------ | ----------------------------------------------- | -------- | ------------------------------ | ---------------- | ---------------- | -------------- |
|              | Portavoce della Casa Bianca                     |          |                                | Karoline Leavitt | 20 gennaio 2025  |                |
|              | Direttore delle comunicazioni della Casa Bianca |          |                                | Steven Cheung    | 20 gennaio 2025  |                |
|              | Consigliere per la sicurezza nazionale          |          |                                | Michael Waltz    | 20 gennaio 2025  | 1º maggio 2025 |
|              | Consigliere per la sicurezza nazionale          |          | Marco Rubio (facente funzioni) | 1º maggio 2025   |                  |                |
|              | Presidente della Federal Reserve                |          |                                | Jerome Powell    | 5 febbraio 2018  |                |
|              | Direttore dell'FBI                              |          |                                | Kash Patel       | 21 febbraio 2025 |                |
|              | Direttore della CIA                             |          | John Ratcliffe official photo  | John Ratcliffe   | 23 gennaio 2025  |                |

### Esplicative
1. ↑  Gia precedentemente in carica ad interim dal 20 gennaio 2025.
2. ↑  Powell è stato nominato dal Presidente degli Stati Uniti d'America Donald Trump nel 2018 per succedere a Janet Yellen come direttore della Federal Reserve. Confermato nel 2022 durante l'amministrazione del Presidente Joe Biden, il mandato attuale di Powell finirà nel 2026.

### Bibliografiche
1. ↑  (EN) Donald Trump is oldest president elected in US history, in Business Insider, 9 novembre 2016. URL consultato il 13 gennaio 2017.
2. ↑   Giuseppe Sarcina, "Trump vuole ricandidarsi alle elezioni, nel 2024", su Corriere della Sera, 11 settembre 2020. URL consultato l'11 gennaio 2025.
3. ↑   Trump si ricandida per il 2024, su rsi, 16 novembre 2022. URL consultato l'11 gennaio 2025.
4. ↑  (EN) Natalie Allison, It’s official: Donald Trump is the GOP’s presumptive presidential nominee, su POLITICO, 12 marzo 2024. URL consultato il 12 gennaio 2025.
5. ↑   Stephen Fowler, Trump names Ohio Sen. J.D. Vance as vice presidential running mate, in npr, 15 luglio 2024.
6. ↑  (EN) Donald Trump's transition starts now. Here's how it will work, su AP News, 6 novembre 2024. URL consultato il 12 gennaio 2025.
7. ↑  (EN) Ken Bensinger, Trump Holds Up Transition Process, Skirting Ethics and Fund-Raising Rules, in The New York Times, 9 ottobre 2024. URL consultato il 23 gennaio 2025.
8. ↑  (EN) Trump team barred from agencies amid legal standoff, su POLITICO, 24 novembre 2024. URL consultato il 23 gennaio 2025.
9. ↑   Trump meet Joe Biden in White House: US president assure Donald Trump of smooth transition, su BBC News Pidgin, 13 novembre 2024. URL consultato il 15 gennaio 2025.
10. ↑   Hannah Kuchler e Oliver Barnes, Donald Trump’s transition team seeks to pull US out of WHO ‘on day one’, in Financial Times, 22 dicembre 2024. URL consultato il 12 gennaio 2025.
11. ↑  (EN) Exclusive: Trump transition team plans sweeping rollback of Biden EV, emissions policies, in Reuters. URL consultato il 12 gennaio 2025.
12. ↑  (EN) Brandi Vincent, Trump’s team convenes with Pentagon personnel in 100-plus transition meetings, so far, su DefenseScoop, 8 gennaio 2025. URL consultato il 12 gennaio 2025.
13. ↑  (EN) Clare Duffy, David Goldman, TikTok is back online after Trump pledged to restore it | CNN Business, su CNN, 19 gennaio 2025. URL consultato il 20 gennaio 2025.
14. ↑  (EN) Trump is planning 100 executive orders starting Day 1 on border, deportations and other priorities, su federalnewsnetwork.com, 10 gennaio 2025. URL consultato il 12 gennaio 2025.
15. ↑  (EN) Brooke Singman, Trump to take more than 200 executive actions on day one, su Fox News, 19 gennaio 2025. URL consultato il 20 gennaio 2025.
16. ↑  (EN) Trump's swearing-in will move inside the Capitol Rotunda because of intense cold weather, su AP News, 17 gennaio 2025. URL consultato il 20 gennaio 2025.
17. ↑  (EN) Trump's inauguration will be the first in U.S. history to be attended by foreign leaders, su PBS News, 19 gennaio 2025. URL consultato il 20 gennaio 2025.
18. ↑   Spotify ha finanziato con 150 mila euro la cerimonia di insediamento di Donald Trump, su Rolling Stone Italia, 23 gennaio 2025. URL consultato il 12 maggio 2025.
19. 1 2  (EN) Trump visits Arlington National Cemetery in one of his final pre-inauguration events, su NBC News, 19 gennaio 2025. URL consultato il 20 gennaio 2025.
20. ↑  (EN) Danielle Kurtzleben, Trump rallies at Capital One Arena in preview of inauguration, in NPR, 19 gennaio 2025. URL consultato il 20 gennaio 2025.
21. ↑  (EN) Trump transition highlights: Trump holds rally ahead of inauguration, su NBC News, 20 gennaio 2025. URL consultato il 20 gennaio 2025.
22. ↑  (EN) A. B. C. News, Presidents Obama, Clinton, Bush will be at Trump's inauguration; Michelle Obama won't, su ABC News. URL consultato il 20 gennaio 2025.
23. ↑   Redazione di Rainews, Chi c'è e chi non c'è al giuramento di Trump, il mondo della nuova America, su RaiNews, 17 gennaio 2025. URL consultato il 20 gennaio 2025.
24. ↑   Sky TG24, Insediamento Trump, gli ospiti al giuramento: da Obama a Zuckerberg, su tg24.sky.it, 18 gennaio 2025. URL consultato il 20 gennaio 2025.
25. ↑   Trump says he was 'saved by God to make America great again', in Reuters, 20 gennaio 2025.
26. ↑  (EN) kparnitzke, The Inaugural Address, su The White House, 20 gennaio 2025. URL consultato il 21 gennaio 2025.
27. ↑  (EN) Melissa Quinn, 6 takeaways from Trump's inaugural address - CBS News, su www.cbsnews.com, 21 gennaio 2025. URL consultato il 23 gennaio 2025.
28. ↑  (EN) Analysis: The promise and peril of Trump's inaugural speech, su www.bbc.com, 21 gennaio 2025. URL consultato il 23 gennaio 2025.
29. ↑  (EN) Trump heralds a 'golden age' in promise-filled inaugural address, su NBC News, 21 gennaio 2025. URL consultato il 23 gennaio 2025.
30. ↑  (EN) Donald Trump Says 'Golden Age of America Begins Right Now' in Inaugural Address: All His Major Claims and Pledges, su People.com. URL consultato il 23 gennaio 2025.
31. ↑  (EN) Inside the inaugural balls Trump attended for his 2025 swearing-in celebration - CBS News, su www.cbsnews.com, 21 gennaio 2025. URL consultato il 23 gennaio 2025.
32. ↑  (EN) Trump signs executive order directing US withdrawal from the Paris climate agreement — again, su AP News, 20 gennaio 2025. URL consultato il 23 gennaio 2025.
33. ↑  (EN) Noah Weiland e Maggie Haberman, Live Updates, Trump Amministration, in The New York Times, 20 gennaio 2025. URL consultato il 23 gennaio 2025.
34. ↑  (EN) Trump Jan. 6 pardons: Roughly 1,500 criminal defendants charged in Capitol attack pardoned by president. URL consultato il 23 gennaio 2025.
35. ↑  (EN) Samantha Waldenberg, Kevin Liptak, Alayna Treene, David Goldman, Trump announces new tariffs on Mexico, Canada and China | CNN Politics, su CNN, 1º febbraio 2025. URL consultato il 5 febbraio 2025.
36. ↑  (EN) Shania Shelton, Adrienne Vogt, Tori B. Powell, Kaanita Iyer, February 1, 2025: Donald Trump presidency news | CNN Politics, su CNN, 1º febbraio 2025. URL consultato il 5 febbraio 2025.
37. ↑   Jordan Gowling, Canada to place retaliatory 25% tariffs on $155 billion in U.S. goods in two phases, in Financial Post, 1º febbraio 2025.
38. ↑  (EN) Trump agrees to pause tariffs on Canada and Mexico after they pledge to boost border enforcement, su AP News, 3 febbraio 2025. URL consultato il 5 febbraio 2025.
39. ↑  (EN) Elisabeth Buchwald, China and Canada immediately retaliate against Trump’s tariffs. Mexico is next | CNN Business, su CNN, 4 marzo 2025. URL consultato il 4 marzo 2025.
40. ↑   Katharine Jackson, Trump delays tariffs for goods under Mexico, Canada trade deal, in Reuters, 7 marzo 2025.
41. ↑  (EN) Jenny Gross, Trump Imposes Tariffs on Remote Islands, in The New York Times, 3 aprile 2025. URL consultato il 3 aprile 2025.
42. ↑  (EN) Sawdah Bhaimiya, These bizarre locations have been hit by Trump's tariffs — including an uninhabited island, su CNBC, 3 aprile 2025. URL consultato il 3 aprile 2025.
43. ↑   La formula molto, molto dubbia con cui gli Stati Uniti hanno calcolato i dazi, Il Post, 3 aprile 2025.
44. ↑  (EN) White House explains why Russia not included in Trump's new tariffs, su Newsweek, 2 aprile 2025. URL consultato il 3 aprile 2025.
45. ↑  (EN) Trump declares 'Liberation Day,' announces sweeping global tariffs on 'friend and foe alike', su Los Angeles Times, 2 aprile 2025. URL consultato il 3 aprile 2025.
46. ↑  (EN) Trump tariff chart: Full list of countries hit with 'reciprocal' tariffs, su Newsweek, 2 aprile 2025. URL consultato il 3 aprile 2025.
47. ↑  (EN) Amy Sherman, Fact-checking Trump’s previous claim he wasn’t looking at pausing tariffs, su PBS, 10 aprile 2025. URL consultato il 15 aprile 2025.
48. ↑   James Politi, Harriet Clarfelt e Aime Williams, US stocks soar as Donald Trump backs down in global trade war, in Financial Times, 9 aprile 2025. URL consultato il 9 aprile 2025.
49. ↑  (EN) Elisabeth Buchwald, Nectar Gan, Tariffs on China set to rise to at least 104% on Wednesday, White House says | CNN Business, su CNN, 8 aprile 2025. URL consultato il 9 aprile 2025.
50. ↑  (EN) Shaila Dewan, Minho Kim e Katie Benner, Mass Protests Across the Country Show Resistance to Trump, in The New York Times, 5 aprile 2025. URL consultato il 16 aprile 2025.
51. ↑  (EN) UK-US tariff deal: Cars, steel and beef - what you need to know, su www.bbc.com, 9 maggio 2025. URL consultato il 12 maggio 2025.
52. ↑  (EN) US and China slash tariffs as trade war cools, su POLITICO, 12 maggio 2025. URL consultato il 12 maggio 2025.
53. ↑  (EN) Andrew Gray, Andrea Shalal e Andrew Gray, US and EU avert trade war with 15% tariff deal, in Reuters, 28 luglio 2025. URL consultato il 1º agosto 2025.
54. ↑   Marco Valsania, Dazi, Trump conferma le tariffe concordate con la Ue. Svizzera al 39%, Canada al 35%, su Il Sole 24 ORE, 1º agosto 2025. URL consultato il 1º agosto 2025.
55. ↑  (EN) Martin Pengelly, Trump rolls back trans and gender-identity rights and takes aim at DEI, in The Guardian, 21 gennaio 2025. URL consultato il 23 gennaio 2025.
56. ↑   Heather Timmons, Why LBJ signed executive order 11246 that Trump rescinded, in Reuters, 23 gennaio 2025.
57. ↑  (EN) Trump signs order to study how to expand IVF and calls for 'radical transparency' from government, su AP News, 18 febbraio 2025. URL consultato il 24 febbraio 2025.
58. ↑  (EN) Trump makes English official language of US, su www.bbc.com, 2 marzo 2025. URL consultato il 13 marzo 2025.
59. ↑   Trump to sign executive order to cut prices of medicine to match other countries, su reuters.com. URL consultato il 12 maggio 2025.
60. ↑  (EN) CBP One: An Overview, su American Immigration Council, 9 dicembre 2021. URL consultato il 5 aprile 2025.
61. ↑  (EN) Mike Ives, Trump Names Thomas Homan ‘Border Czar’ With a Wide Portfolio, in The New York Times, 11 novembre 2024. URL consultato il 5 aprile 2025.
62. ↑  (EN) Hamed Aleaziz e Paulina Villegas, Trump Shuts Down Migrant Entry App, Signaling the Start of His Crackdown, in The New York Times, 20 gennaio 2025. URL consultato il 5 aprile 2025.
63. ↑  (EN) Lauren Gambino, Alexandra Villarreal e Martin Pengelly, Trump declares national border emergency in immigration crackdown, in The Guardian, 21 gennaio 2025. URL consultato il 5 aprile 2025.
64. ↑  (EN) DEA agents now have the power to make arrests for deportations, su The Independent, 23 gennaio 2025. URL consultato il 5 aprile 2025.
65. ↑  (EN) Joseph Gedeon, Trump gives Ice power to deport immigrants who came legally under Biden, in The Guardian, 24 gennaio 2025. URL consultato il 5 aprile 2025.
66. ↑   Nick Miroff, Maria Sacchetti, Trump officials issue quotas to ICE officers to ramp up arrests, in The Washington Post, 26 gennaio 2025.
67. ↑  (EN) Billal Rahman is a Newsweek reporter based in London, U. K. He specializes in immigration policy, border security He has uncovered allegations of misconduct among border agents under investigation, exposed claims of abuse at ICE-run detention centers in the U. S. He joined Newsweek in 2024 from The Independent He has covered the British Post Office scandal, the conflict between Israel, Hamas Originally from Glasgow, he studied Journalism in Edinburgh, Donald Trump reveals $5m visa gold card with his face on, su Newsweek, 4 aprile 2025. URL consultato il 5 aprile 2025.
68. ↑  (EN) Daniel Miller, Trump reveals 'gold card' $5M immigration pathway with his face on it, su Fox TV Stations, 4 aprile 2025. URL consultato il 5 aprile 2025.
69. ↑  (EN) brianbuchanan, Trump orders government not to infringe on Americans' speech, calls for censorship investigation, su The Free Speech Center, 21 gennaio 2025. URL consultato il 26 gennaio 2025.
70. ↑  (EN) Trump wants to make Canada part of the US. Some Canadians are interested, su The Independent, 3 febbraio 2025. URL consultato il 5 febbraio 2025.
71. ↑  (EN) Justin Trudeau shuts down Trump’s ‘51st state’ threats: ‘Not going to happen’, su The Independent, 12 gennaio 2025. URL consultato il 5 febbraio 2025.
72. ↑  (EN) Rupa Subramanya, The Canadians Who Say: ‘Trump, Take My Country—Please!’, su www.thefp.com. URL consultato il 5 febbraio 2025.
73. ↑   Jasper Ward, Greenland important for the US, says Trump's pick for national security adviser, in Reuters, 9 gennaio 2025.
74. ↑  (EN) Trump ramps up threats to gain control of Greenland and Panama Canal, su www.bbc.com, 8 gennaio 2025. URL consultato il 5 febbraio 2025.
75. ↑  (EN) Adrian Mojica, Tennessee Rep. introduces Make Greenland Great Again Act supporting territory acquisition, su WZTV, 14 gennaio 2025. URL consultato il 16 giugno 2025.
76. ↑  (EN) Trump ramps up threats to gain control of Greenland and Panama Canal, su www.bbc.com, 8 gennaio 2025. URL consultato il 16 giugno 2025.
77. ↑  (EN) Donald Trump threatens to retake control of Panama Canal, in ABC News, 23 dicembre 2024. URL consultato il 5 febbraio 2025.
78. ↑  (EN) ‘We’re Taking It Back’: Trump Renews Threat to Seize Panama Canal, su WSJ. URL consultato il 5 febbraio 2025.
79. ↑  (EN) Trump says US will ‘take over’ and ‘own’ Gaza in redevelopment plan, su Al Jazeera. URL consultato il 4 marzo 2025.
80. ↑  (EN) Trump doubles down on plan to empty Gaza. This is what he has said and what's at stake, su AP News, 12 febbraio 2025. URL consultato il 4 marzo 2025.
81. ↑  (EN) Arab Leaders to Endorse Counterproposal to Trump's Gaza Plan, su TIME, 4 marzo 2025. URL consultato il 4 marzo 2025.
82. ↑   Andrew Mills, Yomna Ehab, Nafisa Eltahir, Arab states adopt Egyptian alternative to Trump's 'Gaza Riviera', in Reuters, 4 marzo 2025.
83. ↑  (EN) Julian Borger, Netanyahu seeks to draw Trump into future attack on Iranian nuclear sites, in The Guardian, 17 febbraio 2025. URL consultato il 22 giugno 2025.
84. ↑  (EN) Patrick Wintour e Patrick Wintour Diplomatic editor, Iran’s vice-president and most prominent reformist resigns, in The Guardian, 3 marzo 2025. URL consultato il 22 giugno 2025.
85. ↑  (EN) Doina Chiacu, David Ljunggren e David Ljunggren, Trump threatens bombing if Iran does not make nuclear deal, in Reuters, 31 marzo 2025. URL consultato il 22 giugno 2025.
86. ↑  (EN) A. B. C. News, Israel-Iran updates: Iran launches more missiles at Israel, sirens sound in Tel Aviv and Jerusalem, su ABC News. URL consultato il 22 giugno 2025.
87. ↑  (EN) Sarah Shamim, How has Iran managed to pierce through Israel’s air defence systems?, su Al Jazeera. URL consultato il 22 giugno 2025.
88. ↑  (EN) Debora Patta Senior foreign correspondent Debora Patta is a CBS News senior foreign correspondent based in Johannesburg Since joining CBS News in 2013, she has reported on major stories across Africa, the Middle East, Europe Edward R. Murrow, Scripps Howard awards are among the many accolades Patta has received for her work Read Full Bio Debora Patta, Tucker Reals Editor Tucker Reals is CBSNews com's foreign editor, based in the CBS News London bureau He has worked for CBS News since 2006, prior to which he worked for The Associated Press in Washington, D.C., London Read Full Bio Tucker Reals, Trump says no decision yet on U.S. joining Israel's attacks on Iran, after Iran warns it would risk "all-out war" - CBS News, su www.cbsnews.com, 18 giugno 2025. URL consultato il 22 giugno 2025.
89. ↑  (EN) Tucker Reals, Iran's Fordo nuclear facility has long been a focus of international concern - CBS News, su www.cbsnews.com, 21 giugno 2025. URL consultato il 22 giugno 2025.
90. ↑  (EN) A. B. C. News, Trump says US hits 3 Iranian nuclear sites, plunging America into conflict, su ABC News. URL consultato il 22 giugno 2025.
91. ↑  (EN) Jacob Magid You will receive email alerts from this author Manage alert preferences on your profile page You will no longer receive email alerts from this author Manage alert preferences on your profile page, Trump: Iran’s key nuclear enrichment facilities completely and totally obliterated, su www.timesofisrael.com. URL consultato il 22 giugno 2025.
92. ↑  (EN) Sarah D. Wire and Erin Mansfield, What did Trump say in speech after US strikes on Iran? Read the transcript, su USA TODAY. URL consultato il 22 giugno 2025.
93. ↑  Andrea Muratore, L'Iran risponde, missili sulla base Usa in Qatar, InsideOver, 23 giugno 2025
94. ↑  Julian Borger, Hugo Lowell, Iran launches missiles at US base in Qatar in retaliation for bombing of nuclear sites, The Guardian, 23 giugno 2025
95. ↑  Andrea Muratore, Cessate il fuoco tra Israele e Iran: l’annuncio di Trump, InsideOver, 24 giugno 2025
96. ↑   Hegseth: no all'adesione dell'Ucraina alla Nato e ai confini del 2014, su euronews, 12 febbraio 2025. URL consultato il 4 marzo 2025.
97. ↑  (EN) Andrew Roth, Dan Sabbagh e Pjotr Sauer, Trump says he has spoken to Putin and agreed to negotiate Ukraine ceasefire, in The Guardian, 12 febbraio 2025.
98. ↑  (EN) Matthew Lee e Dasha Litvinova, Russia and US agree to work toward ending Ukraine war in a remarkable diplomatic shift, in Associated Press, 18 febbraio 2025.
99. ↑  (EN) Ambrose Evans-Pritchard, Revealed: Trump’s confidential plan to put Ukraine in a stranglehold, in The Telegraph, 17 febbraio 2025. URL consultato il 4 marzo 2025.
100. ↑  (EN) Zelenskyy tells aides to reject U.S. pitch for 50% of Ukraine’s rare earth minerals, su NBC News, 17 febbraio 2025. URL consultato il 4 marzo 2025.
101. ↑   Caitlin Yilek, Trump calls Zelenskyy a "dictator" after blaming Ukraine for Russia's invasion, in CBS, 19 febbraio 2025.
102. ↑  (EN) A. B. C. News, Trump and Zelenskyy key takeaways: Oval Office meeting explodes into shouting match, su ABC News. URL consultato il 4 marzo 2025.
103. ↑   The White House, President Trump and Ukrainian President Zelenskyy in Oval Office, Feb. 28, 2025, 28 febbraio 2025. URL consultato il 4 marzo 2025.
104. ↑  (EN) European leaders rally behind Zelensky after explosive exchange with Trump, 1º marzo 2025. URL consultato il 4 marzo 2025.
105. ↑  (EN) Zelenskyy leaves White House without signing minerals deal after Oval Office blowup, su AP News, 28 febbraio 2025. URL consultato il 4 marzo 2025.
106. ↑  (EN) Erica L. Green, Eric Schmitt e David E. Sanger, Trump Suspends Military Aid to Ukraine After Oval Office Blowup, in The New York Times, 4 marzo 2025. URL consultato il 4 marzo 2025.
107. ↑  (EN) Trump pauses US military aid to Ukraine while pressuring Zelenskyy to move toward quick end to war, su AP News, 3 marzo 2025. URL consultato il 4 marzo 2025.
108. ↑  (EN) Trump Administration to Resume Military Aid to Ukraine, su TIME, 11 marzo 2025. URL consultato il 21 marzo 2025.
109. ↑  (EN) Ukraine and the US have finally signed a minerals deal. What does it include?, su AP News, 1º maggio 2025. URL consultato il 1º maggio 2025.
110. ↑  (EN) Victoria Butenko, Kit Maher, Ivana Kottasová, Daria Tarasova-Markina, Lauren Kent, US and Ukraine sign critical minerals deal after months of tense negotiations, su CNN, 30 aprile 2025. URL consultato il 1º maggio 2025.
111. ↑   Il vertice si conclude ma non c'è un accordo concreto. "Trump: "Chiamerò Nato e Zelensky", su Rai News, 16 agosto 2025. URL consultato il 16 agosto 2025.